# Частота мутацій
Частота мутацій, зрідка швидкість мутації — частота, з якою відбуваються зміни в послідовності ДНК (мутації) певного організму чи гену. Звичайно вимірюється в кількості замін на одиницю часу.
Виміряти частоту мутацій легко в прокаріот та вірусів, натомість частоту змін у ДНК багатоклітинних організмів визначити важко.
Наприклад, частота появи нових мутацій у людини складає 60-70 на одну народжену дитину.